# Rafael Coelho Machado
 Rafael Coelho Machado  (Santa Cruz da Praia (Terceira), 14 de janeiro de 1814 — Rio de Janeiro, 15 de agosto de 1887) foi um compositor, professor, musicólogo, editor e multiinstrumentista radicado no Brasil. Tocava piano, órgão e flauta.

## Biografia
Nascido na então vila da Praia, na ilha Terceira. Destinado a seguir a carreira eclesiástica, fixou-se em Angra, onde estudou latinidade e música. Sobrevindo a Guerra Civil e as convulsões sociais que se seguiram à implantação do regime liberal em Portugal, desistiu dos estudos e fixou-se em Lisboa, no ano de 1835, onde continuou os estudos musicais.
De Lisboa partiu para a cidade do Rio de Janeiro onde fundou, em 1842, o periódico musical e poético Ramalhete das Damas. Fixando residência no Brasil, conquistou prestígio como intérprete, professor de vários instrumentos e como editor e compositor de música sacra.
Viajou pela Europa na colheita de conhecimentos musicais, demonstrando-se na Inglaterra, França, Espanha e Portugal. Escreveu e publicou grande número de artigos, poesias e peças musicais que o notabilizaram, sendo autor do Dicionário musical, o primeiro editado no Brasil, em 1842, e do Breve tratado d'harmonia. Os jornais brasileiros da época o distinguiram e honraram com as suas referências ao notável compositor açoriano que soube conquistar um nome glorioso para legar à sua terra. Recebeu o título de cavaleiro da Ordem da Rosa. 

## Lista de alguns dos seus trabalhos
Além de muitas outras peças musicais, incluindo diversas missas, Te Deum's e ladainhas, com composição em latim e português, é autor de:
- Melodias originais;
- Cantos religiosos e colegiais para casas de educação;
- A ausência (poesia de Gonçalves de Magalhães).
- À borda do mar (poesia de Gonçalves de Magalhães).
- A flor saudade (poesia de Gonçalves de Magalhães).
- A tristeza (poesia de Gonçalves de Magalhães).
- Cantemos um sim.
- Como a rosa, o amor dura um dia (poesia de autor desconhecido).
- Conselho às moças (poesia de Joaquim Manuel de Macedo).
- Ninguém (poesia de Gonçalves de Magalhães).
- O amor perfeito (poesia de Gonçalves de Magalhães).
- O canto do sabiá (poesia de Gonçalves de Magalhães).
- O dia nupcial (poesia de Gonçalves de Magalhães).
- Os olhos de Urânia.
- Os olhos chorosos.
- Queixas.
- Retém os lábios ingratos (poesia de Pereira de Souza).
- Um mistério (poesia de Albano Cordeiro).
- Último gemido (poesia de Albano Cordeiro).

Obras no campo da musicologia:
- Princípios de música prática para o uso de principiantes, 1842;
- Dicionário musical, 1842 (com edições até ao presente);
- Método de afinar pianos, 1845;
- A B C Musical, 1845;
- Princípios de arte poética ou medição de versos usados na língua portuguesa, 1844;
- Método de órgão expressivo (vulgarmente harmónio), 1854;
- Breve tratado de harmonia, 1852;
- Método de piano forte, 1843, adotado no Conservatório do Rio de Janeiro;
- Grande método de flauta, 1843;
- Chirogymnasta dos pianistas ou ginástica dos dedos;
- Método completo de violão, 1853;
- Escola de violino.